# Ptochophyle oophora
Ptochophyle oophora là một loài bướm đêm trong họ Geometridae.